# Miloš Veljković
Miloš Veljković (en serbio: Милош Вељковић; Basel, Suiza, 26 de septiembre de 1995) es un futbolista serbio que juega en la demarcación de defensa para el Estrella Roja de Belgrado de la Superliga de Serbia.

## Selección nacional
Tras jugar en la selección de fútbol sub-16 de Suiza, y tras nacionalizarse serbio con la selección de fútbol sub-17 de Serbia, en la sub-19, en la sub-20 y en la sub-21, finalmente hizo su debut con la selección absoluta el 10 de noviembre de 2017 en un encuentro amistoso contra China que finalizó con un resultado de 0-2 a favor del combinado serbio tras los goles de Adem Ljajić y Aleksandar Mitrović. El 1 de junio de 2018 el seleccionador Mladen Krstajić le convocó para formar parte del equipo que disputaría la Copa Mundial de Fútbol de 2018.
El 19 de noviembre de 2023 consiguió su primer gol con Serbia en un empate a dos ante Bulgaria en el día que lograron la clasificación para la Eurocopa 2024.

### Participaciones en Copas del Mundo
| Mundial                        | Sede  | Resultados   | Partidos | Goles |
| ------------------------------ | ----- | ------------ | -------- | ----- |
| Copa Mundial de Fútbol de 2018 | Rusia | Primera fase | 1        | 0     |
| Copa Mundial de Fútbol de 2022 | Catar | Primera fase | 3        | 0     |

### Participaciones en Eurocopas
| Copa          | Sede     | Resultado    | Partidos | Goles |
| ------------- | -------- | ------------ | -------- | ----- |
| Eurocopa 2024 | Alemania | Primera fase | 3        | 0     |

## Clubes
| Club                             | País       | Año       | Partidos | Goles |
| -------------------------------- | ---------- | --------- | -------- | ----- |
| Tottenham Hotspur F. C.          | Inglaterra | 2013-2014 | 3        | 0     |
| Middeslbrough F. C. (cedido)     | Inglaterra | 2014-2015 | 4        | 0     |
| Charlton Athletic F. C. (cedido) | Inglaterra | 2015      | 3        | 0     |
| S. V. Werder Bremen II           | Alemania   | 2016      | 8        | 0     |
| S. V. Werder Bremen              | Alemania   | 2016-2025 | 243      | 7     |
| Estrella Roja de Belgrado        | Serbia     | 2025-     |          |       |

## Palmarés

### Campeonatos internacionales
| Título                                 | Club (*)                             | País          | Año  |
| -------------------------------------- | ------------------------------------ | ------------- | ---- |
| Campeonato de Europa Sub-19 de la UEFA | Selección de fútbol sub-19 de Serbia | Lituania      | 2013 |
| Copa Mundial de Fútbol Sub-20          | Selección de fútbol sub-20 de Serbia | Nueva Zelanda | 2015 |

(*) Incluyendo la selección.